# Jardín chino de la Serenidad
El Jardín chino de la Serenidad (en maltés: Ġnien is-Serenità, en inglés: Chinese Garden of Serenity) es un jardín chino público en Santa Lucija, una la localidad de la isla y nación de Malta. La construcción del Jardín de la Serenidad comenzó en septiembre de 1996. El primer ministro de Malta, el Dr. Alfred Sant, inauguró oficialmente el espacio el 7 de julio de 1997.
Los Jardines chinos simbolizan tradicionalmente varias ideas filosóficas. Estos están destinadas a animar a la gente a desplazarse libremente en sus pensamientos, y están diseñados en torno a tres principios. La vida contemplativa comienza en el jardín de bambú. Las cañas de bambú se mueven ligeramente con la brisa, y sus hojas proporcionan reflejos y sombras. El variado diseño, de encaje de cada ventana se complementa con la idea de una infinita variedad de pensamiento. A partir de aquí, solo se puede vislumbrar el estanque y escuchar el agua contra las rocas en su camino para alimentar el estanque. En la parte trasera de la puerta de la luna está inscrito, "Las pieles hierba verdes".